# Liste des matchs de l'équipe de France de football australien par adversaire
Cette liste présente les matchs de l'équipe de France de football australien depuis son premier match en 2005 par adversaire rencontré. 
- Haut – A
- B
- C
- D
- E
- F
- G
- H
- I
- J
- K
- L
- M
- N
- O
- P
- Q
- R
- S
- T
- U
- V
- W
- X
- Y
- Z

## A

### Allemagne
Confrontations entre l'équipe de France de football australien et l'équipe d'Allemagne de football australien
| Date            | Lieu                      | Match              | Score             | Compétition  |
| 11 mars 2008    | Strasbourg France         | France - Allemagne | 10-97             | Match amical |
| 11 octobre 2008 | Prague République tchèque | Allemagne - France | 88-39             | EU Cup 2008  |
| 11 juin 2011    | Paris France              | France - Allemagne | 19-83             | Match amical |
| 30 juin 2013    | Berlin Allemagne          | Allemagne-France   | 106-16            | Match amical |
| 4 octobre 2014  | Londres Angleterre        | France - Allemagne | 4.4(28) - 5.5(35) | EU Cup 2014  |
| 10 octobre 2015 | Umag Croatie              | Allemagne - France | (24) - (21)       | EU Cup 2015  |

### Andorre
Confrontations entre l'équipe de France de football australien et l'équipe d'Andorre de football australien
| Date              | Lieu          | Match            | Score | Compétition  |
| 13 septembre 2008 | Valls Espagne | France - Andorre | 63-24 | World Cup 9s |

### Angleterre
Confrontations entre l'équipe de France de football australien et l'équipe d'Angleterre de football australien
| Date              | Lieu                          | Match               | Score  | Compétition                                      |
| 9 octobre 2005    | Londres Angleterre            | Angleterre - France | 49-40  | EU Cup 2005                                      |
| 11 mars 2006      | Perpignan France              | France - Angleterre | 66-75  | Match amical                                     |
| 15 septembre 2007 | Hambourg Allemagne            | Angleterre - France | 86-40  | EU Cup 2007                                      |
| 8 octobre 2011    | Belfast Irlande du Nord       | Angleterre - France | 80-14  | EU Cup 2011                                      |
| 21 septembre 2013 | Saint-Médard-en-Jalles France | France - Angleterre | 15-92  | EU Cup 2013                                      |
| 10 août 2014      | Melbourne Australie           | Angleterre - France | 90 - 7 | Coupe internationale de football australien 2014 |

### Argentine
Confrontations entre l'équipe de France de football australien et l'équipe d'Argentine de football australien
| Date              | Lieu          | Match              | Score | Compétition  |
| 14 septembre 2008 | Valls Espagne | France - Argentine | 78-8  | World Cup 9s |

### Autriche
Confrontations entre l'équipe de France de football australien et l'équipe d'Autriche de football australien
| Date              | Lieu                      | Match             | Score       | Compétition |
| 15 septembre 2007 | Hambourg Allemagne        | Autriche - France | 38-51       | EU Cup 2007 |
| 11 octobre 2008   | Prague République tchèque | France - Autriche | 88-39       | EU Cup 2008 |
| octobre 2009      | Samobor Croatie           | France - Autriche | 103-47      | EU Cup 2009 |
| 2 octobre 2010    | Milan Italie              | France - Autriche | 56-7        | EU Cup 2010 |
| 22 septembre 2012 | Édimbourg Écosse          | Autriche - France | 01-59       | EU Cup 2012 |
| 4 octobre 2014    | Londres Angleterre        | France - Autriche | 32 - 25     | EU Cup 2014 |
| 10 octobre 2015   | Umag Croatie              | France - Autriche | (66) - (13) | EU Cup 2015 |

## C

### Canada
Confrontations entre l'équipe de France de football australien et l'équipe de Canada de football australien
| Date         | Lieu                | Match           | Score | Compétition                                      |
| 19 août 2014 | Melbourne Australie | Canada - France | 69-15 | Coupe internationale de football australien 2014 |

### Catalogne
Confrontations entre l'équipe de France de football australien et l'équipe de Catalogne de football australien
| Date              | Lieu          | Match              | Score | Compétition  |
| 9 octobre 2005    | Valls Espagne | Catalogne - France | 53-44 | EU Cup 2005  |
| 13 septembre 2008 | Valls Espagne | Catalogne - France | 40-60 | World Cup 9s |

### Croatie
Confrontations entre l'équipe de France de football australien et l'équipe de Croatie de football australien
| Date              | Lieu                      | Match            | Score    | Compétition |
| 11 octobre 2008   | Prague République tchèque | Croatie - France | 83-47    | EU Cup 2008 |
| 22 septembre 2012 | Édimbourg Écosse          | Croatie - France | 29-11    | EU Cup 2012 |
| 10 octobre 2015   | Umag Croatie              | Croatie - France | (70)- 15 | EU Cup 2015 |

## D

### Danemark
Confrontations entre l'équipe de France de football australien et l'équipe du Danemark de football australien
| Date           | Lieu                    | Match             | Score | Compétition |
| 8 octobre 2011 | Belfast Irlande du Nord | Danemark - France | 24-15 | EU Cup 2011 |

## E

### Écosse
Confrontations entre l'équipe de France de football australien et l'équipe d'Écosse de football australien
| Date              | Lieu                      | Match           | Score               | Compétition |
| 9 octobre 2005    | Londres Angleterre        | Écosse - France | 70-52               | EU Cup 2005 |
| 11 octobre 2008   | Prague République tchèque | France - Écosse | 71-59               | EU Cup 2008 |
| octobre 2009      | Samobor Croatie           | Écosse - France | 103-47              | EU Cup 2009 |
| 2 octobre 2010    | Milan Italie              | Écosse - France | 22-3                | EU Cup 2010 |
| 8 octobre 2011    | Belfast Irlande du Nord   | France - Écosse | 31-05               | EU Cup 2011 |
| 22 septembre 2012 | Édimbourg Écosse          | France- Écosse  | 36-21               | EU Cup 2012 |
| 4 octobre 2014    | Londres Angleterre        | France - Écosse | 5.5 (35) - 1.6 (12) | EU Cup 2014 |

### Espagne
Confrontations entre l'équipe de France de football australien et l'équipe d'Espagne de football australien
| Date              | Lieu             | Match            | Score | Compétition  |
| 13 septembre 2008 | Valls Espagne    | France - Espagne | 65-28 | World Cup 9s |
| 2 octobre 2010    | Milan Italie     | Espagne - France | 27-15 | EU Cup 2010  |
| 22 septembre 2012 | Édimbourg Écosse | Espagne - France | 05-74 | EU Cup 2012  |

### EU Crusaders
Confrontations entre l'équipe de France de football australien et l'équipe des EU Crusaders de football australien
| Date              | Lieu                      | Match                 | Score | Compétition |
| 15 septembre 2007 | Hambourg Allemagne        | France - EU Crusaders | 73-21 | EU Cup 2007 |
| 11 octobre 2008   | Prague République tchèque | France - EU Crusaders | 71-59 | EU Cup 2008 |
| 2 octobre 2010    | Milan Italie              | France - EU Crusaders | 63-7  | EU Cup 2010 |
| 8 octobre 2016    | Lisbonne Portugal         | France - EU Crusaders | 70-3  | EU Cup 2016 |

## F

### Fidji
Confrontations entre l'équipe de France de football australien et l'équipe des Fidji de football australien
| Date         | Lieu                | Match          | Score  | Compétition                                      |
| 26 août 2011 | Melbourne Australie | Fidji - France | 62 -21 | Coupe internationale de football australien 2011 |

### Finlande
Confrontations entre l'équipe de France de football australien et l'équipe de Finlande de football australien
| Date              | Lieu                      | Match             | Score | Compétition    |
| 16 septembre 2006 | Prague République tchèque | Finlande - France | 99-24 | CEAFL CUP 2006 |
| 15 septembre 2007 | Hambourg Allemagne        | Finlande - France | 93-25 | EU Cup 2007    |
| 11 octobre 2008   | Prague République tchèque | Finlande - France | 54-52 | EU Cup 2008    |

## I

### Inde
Confrontations entre l'équipe de France de football australien et l'équipe d'Inde de football australien
| Date         | Lieu             | Match         | Score | Compétition                                      |
| 20 août 2011 | Sydney Australie | France - Inde | 99 -8 | Coupe internationale de football australien 2011 |

### Indonésie
Confrontations entre l'équipe de France de football australien et l'équipe d'Indonésie de football australien
| Date         | Lieu                | Match              | Score    | Compétition                                      |
| 16 août 2014 | Melbourne Australie | France - Indonésie | 110 - 04 | Coupe internationale de football australien 2014 |

### Irlande
Confrontations entre l'équipe de France de football australien et l'équipe d'Irlande de football australien
| Date              | Lieu                          | Match            | Score    | Compétition                                      |
| 2 octobre 2010    | Milan Italie                  | Irlande - France | 38-14    | EU Cup 2010                                      |
| 21 septembre 2013 | Saint-Médard-en-Jalles France | France - Irlande | 34 - 33  | EU Cup 2013                                      |
| 13 août 2014      | Melbourne Australie           | Irlande - France | 111 - 02 | Coupe internationale de football australien 2014 |
| 8 octobre 2005    | Lisbonne Portugal             | Irlande - France | 34 - 10  | EU Cup 2016                                      |

### Islande
Confrontations entre l'équipe de France de football australien et l'équipe d'Islande de football australien
| Date         | Lieu            | Match            | Score  | Compétition |
| octobre 2009 | Samobor Croatie | Islande - France | 105-65 | EU Cup 2009 |

### Israël-Palestine
Confrontations entre l'équipe de France de football australien et l'équipe d'Israël-Palestine de football australien
| Date           | Lieu              | Match                     | Score   | Compétition                                      |
| 24 août 2011   | Sydney Australie  | France - Israël/Palestine | 35-29   | Coupe internationale de football australien 2011 |
| 8 octobre 2016 | Lisbonne Portugal | France - Israël/Palestine | 62 - 13 | EU Cup 2016                                      |

|}

### Italie
Confrontations entre l'équipe de France de football australien et l'équipe d'Italie de football australien
| Date              | Lieu                          | Match           | Score               | Compétition |
| 21 septembre 2013 | Saint-Médard-en-Jalles France | France - Italie | 68 - 49             | EU Cup 2013 |
| 4 octobre 2014    | Londres Angleterre            | Italie - France | 4.6 (30) - 3.4 (22) | EU Cup 2014 |

## N

### Norvège
Confrontations entre l'équipe de France de football australien et l'équipe de Norvège de football australien
| Date              | Lieu                          | Match            | Score   | Compétition |
| 21 septembre 2013 | Saint-Médard-en-Jalles France | France - Norvège | 41 - 26 | EU Cup 2013 |

## P

### Pakistan
Confrontations entre l'équipe de France de football australien et l'équipe de Pakistan de football australien
| Date         | Lieu                | Match             | Score  | Compétition                                      |
| 19 août 2014 | Melbourne Australie | France - Pakistan | 89 - 8 | Coupe internationale de football australien 2014 |

### Papouasie-Nouvelle-Guinée
Confrontations entre l'équipe de France de football australien et l'équipe de Papouasie-Nouvelle-Guinée de football australien
| Date         | Lieu             | Match                              | Score | Compétition                                      |
| 13 août 2011 | Sydney Australie | Papouasie-Nouvelle-Guinée - France | 70-0  | Coupe internationale de football australien 2011 |

### Pays-Bas
Confrontations entre l'équipe de France de football australien et l'équipe des Pays-Bas de football australien
| Date            | Lieu                    | Match             | Score              | Compétition |
| 9 octobre 2005  | Londres Angleterre      | Pays-Bas - France | 74-42              | EU Cup 2005 |
| 8 octobre 2011  | Belfast Irlande du Nord | Pays-Bas - France | 01-41              | EU Cup 2011 |
| 4 octobre 2014  | Londres Angleterre      | Pays-Bas - France | 3.2 (20) - 0.0 (0) | EU Cup 2014 |
| 10 octobre 2015 | Umag Croatie            | France - Pays-Bas | 87-12              | EU Cup 2015 |

### Pays de Galle
Confrontations entre l'équipe de France de football australien et l'équipe du  Pays de Galles de football australien
| Date           | Lieu              | Match                   | Score   | Compétition |
| 8 octobre 2016 | Lisbonne Portugal | France - Pays de Galles | 16 - 27 | EU Cup 2016 |

## R

### Russie
Confrontations entre l'équipe de France de football australien et l'équipe de Russie de football australien
| Date           | Lieu              | Match           | Score   | Compétition |
| 8 octobre 2005 | Lisbonne Portugal | France - Russie | 85 - 00 | EU Cup 2016 |

## S

### Suède
Confrontations entre l'équipe de France de football australien et l'équipe de Suède de football australien
| Date              | Lieu               | Match          | Score | Compétition |
| 9 octobre 2005    | Londres Angleterre | Suède - France | 81-42 | EU Cup 2005 |
| 15 septembre 2007 | Hambourg Allemagne | Suède - France | 68-27 | EU Cup 2007 |
| 22 septembre 2012 | Édimbourg Écosse   | France - Suède | 09-17 | EU Cup 2012 |

## T

### Timor oriental
Confrontations entre l'équipe de France de football australien et l'équipe du Timor oriental de football australien
| Date         | Lieu             | Match                 | Score  | Compétition                                      |
| 17 août 2011 | Sydney Australie | France-Timor oriental | 122-13 | Coupe internationale de football australien 2011 |

### Tonga
Confrontations entre l'équipe de France de football australien et l'équipe de Tonga de football australien
| Date         | Lieu             | Match          | Score | Compétition                                      |
| 13 août 2011 | Sydney Australie | Tonga - France | 48-7  | Coupe internationale de football australien 2011 |